# Frank Kuschel

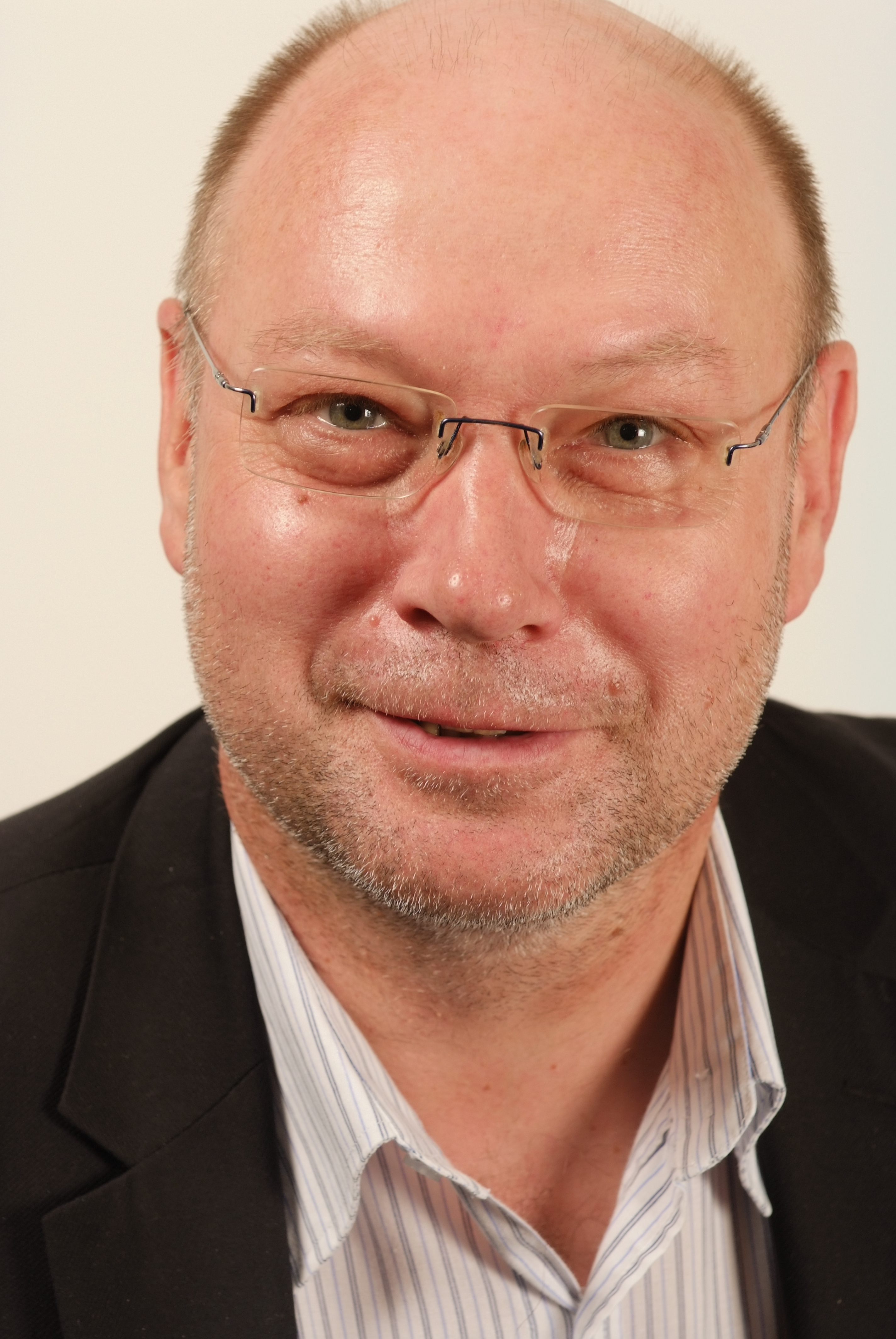
Frank Kuschel (2011)

Frank Kuschel (* 8. September 1961 in Ilmenau) ist ein deutscher Verlagsleiter und Politiker (Die Linke) und war von 2004 bis 2019 Mitglied des Thüringer Landtags, wo er als kommunalpolitischer Sprecher seiner Fraktion fungierte.

## Leben
Der 1961 in Ilmenau geborene Kuschel besuchte von 1968 bis 1976 die POS Langewiesen. Anschließend wechselte er zur EOS Ilmenau, wo er 1980 sein Abitur ablegte. Danach schlug er die Offizierslaufbahn ein und studierte hierfür bis 1983 an der Offiziershochschule der Landstreitkräfte der NVA in Zittau, Fachrichtung Raketentruppen/Artillerie. Danach diente er zwei Jahre als Offizier in Mühlhausen, ehe er aus gesundheitlichen Gründen entlassen wurde.
Ab 1985 absolvierte er ein Fernstudium an der Akademie für Staats- und Rechtswissenschaft in Potsdam. Sein Abschluss als Diplom-Verwaltungsjurist wurde ihm jedoch nicht anerkannt, auf Beschluss des Senats der Hochschule wurde sein Studium im September 1990 abgebrochen. Nach der Wiedervereinigung war Kuschel zunächst arbeitslos, ehe er 1991 eine Anstellung bei der Zeitungsgruppe Thüringen fand. Ab 1992 leitete er zunächst ein Fuhrunternehmen, ehe er 1995 hauptamtlicher Geschäftsführer des Kommunalpolitischen Forums Thüringen wurde. Von 1994 bis 2004 war er als selbstständiger Fuhrunternehmer tätig. Zwischen 1999 und 2002 absolvierte er an der Verwaltungs- und Wirtschaftsakademie in Erfurt eine Weiterbildung zum Verwaltungs-Betriebswirt (VWA). Er ist Verlagsleiter des THK-Verlages in Arnstadt, der von kommunalpolitischen Schriften über Krimis bis Heimatgeschichte  herausgibt.
Kuschel ist geschieden und hat drei Söhne.

## Politische Laufbahn
1983 trat Kuschel der SED bei. Ab 1985 arbeitete er beim Rat des Kreises Ilmenau in der Abteilung Innere Angelegenheiten. Von 1987 bis 1989 war er Stellvertretender Bürgermeister der Stadt Ilmenau, und anschließend bis 1990 Bürgermeister von Großbreitenbach. Im November 1989 wurde er Mitglied des Sekretariats der SED-Kreisleitung Ilmenau. Nach der Wiedervereinigung war Kuschel Stellvertretender Kreisvorsitzender der PDS und Mitglied des PDS-Kreisvorstandes Ilmenau. Zudem war er ab 1990 Mitglied des Stadtrats Großbreitenbach, ehe er 1994 Mitglied des Kreistages des Ilm-Kreises wurde. 2002 wurde er in den Landesvorstand der PDS Thüringen gewählt.
Seit der Landtagswahl 2004 war Kuschel Mitglied des Thüringer Landtages und wirkte dort im Innen-, Haushalts- und Finanzausschuss mit. Zudem ist Kuschel Mitglied des Stadtrats von Arnstadt sowie Kreisvorstandes der Linken im Wartburgkreis/Eisenach. 2007 kam Kuschel in die Schlagzeilen, weil es der NPD zweimal gelungen war, eigene Funktionäre in seinem politischen Umfeld zu platzieren.
2009 kandidierte Kuschel erneut für ein Direktmandat im Wahlkreis Wartburgkreis I, errang mit 23,9 Prozent der Stimmen aber nur den zweiten Platz hinter Manfred Grob (CDU). Über die Landesliste der Linken zog Kuschel dennoch erneut in den Landtag ein. Nachdem er zur Landtagswahl 2014 erneut über die Landesliste gewählt worden war, trat er zur Landtagswahl 2019 nicht mehr an.

## Mitarbeiter der Staatssicherheit
Seit 1987 arbeitete Kuschel mit dem Ministerium für Staatssicherheit (MfS) zusammen. Schon vor seiner Anwerbung vermerkte das MfS, dass Kuschel bereit sei „Personen vorbehaltlos zu belasten“. 1988 unterzeichnete Kuschel eine handschriftliche Erklärung und wählte den Decknamen „Fritz Kaiser“. Fortan war er vor allem für die Beobachtung ausreisewilliger Familien zuständig, über die er Informationen an das MfS weitergab. Für seine Tätigkeit erhielt er im Januar 1989 eine Prämie. Im Oktober 1989 verriet er mehrere Personen, die mit dem Neuen Forum sympathisierten, an die Stasi. Kuschels Zusammenarbeit mit der Staatssicherheit dauerte bis zur Auflösung des MfS. Kuschel selbst hat seine Akte bei der Landtagsfraktion der Öffentlichkeit zur Verfügung gestellt und bestreitet diese Angaben. 
2006 erklärte die Stasi-Kommission des Thüringer Landtages Kuschel für „unwürdig, dem Parlament anzugehören“. Obwohl dieses Urteil an keine Sanktionen gebunden ist, kündigte Kuschel an, eine Klage beim Verfassungsgericht einzureichen, da seine IM-Tätigkeit bereits vor der Landtagswahl 2004 bekannt gewesen sei. Beistand erhielt Kuschel vom PDS-Landesvorsitzenden Knut Korschewsky, der erklärte, dass der Landtag „erneut alten Denkstrukturen gefolgt“ sei und so „keinen wirklichen Beitrag zur Aufarbeitung der DDR-Vergangenheit geleistet“ habe. Der Thüringer Verfassungsgerichtshof wies den Antrag ab.